# سیارک ۷۰۰۸
سیارک ۷۰۰۸ (به انگلیسی: 7008 Pavlov، نامگذاری:1985QH5) هفت هزار و هشتمین سیارک کشف شده‌است که در ۲۳ اوت ۱۹۸۵ کشف شد.
قدر مطلق سیارک برابر ۱۳٫۶۰ است.